# NGC 1420
NGC 1420 – gwiazda potrójna znajdująca się w gwiazdozbiorze Erydanu. Skatalogował ją Heinrich Louis d’Arrest 28 października 1865 roku, błędnie sądząc, że to obiekt typu „mgławicowego”.